# Old Lyme
Old Lyme är en kommun (town) i New London County i delstaten Connecticut, USA. Vid folkräkningen år 2000 bodde 7 406 personer på orten. Den har enligt United States Census Bureau en area på totalt 74,6 km² varav 14,8 km² är vatten.

## Borrelia
År 1975 upptäckte Allen Steere en inflammation hos barn och ungdomar i områden kring Old Lyme, Connecticut i USA. Allen döpte därför denna sjukdom till Lyme artrit, vilket är namnet på sjukdomen Borrelia i USA.